# Leviellus kochi
Leviellus kochi là một loài nhện trong họ Araneidae.
Loài này thuộc chi Leviellus. Leviellus kochi được Tord Tamerlan Teodor Thorell miêu tả năm 1870.